# Witold Rowicki
Witold Rowicki (Taganrog, 26 febbraio 1914 – Varsavia, 1º ottobre 1999) è stato un direttore d'orchestra polacco.

## Biografia
Dal 1950 al 1955 è stato il direttore musicale dell'Orchestra filarmonica di Varsavia tornando dal 1958 al 1977 e della Sinfonica di Bamberg dal 1983 al 1985.

## Discografia
- Beethoven: Violin Concerto, Op. 61 - Overture to Collin's Coriolan, "Coriolan Overture" - Warsaw Philharmonic Orchestra/Witold Rowicki/Isaac Stern, CD Accord
- Dvorak, Sinf. n. 1-9/Carnival/Husitska/Casa mia/Otello - Rowicki/LSO, 1965/1971 Decca
- Mozart: Piano Concertos No. 21 "Elvira Madigan" & 26 "Coronation" - Ingrid Haebler/London Symphony Orchestra/Witold Rowicki, Philips
- Shostakovich: Symphonie No. 5 in D Minor, Op. 47 - Orchestre Philharmonique De Varsovie/Witold Rowicki, Puzzle
- Benedetti Michelangeli: Live in Warsaw 1955 - Warsaw Philharmonic Orchestra/Witold Rowicki/Arturo Benedetti Michelangeli, Altara Cosmos